# Bellvitge (metrostation)
Bellvitge is een station van de Metro van Barcelona aan Lijn 1.
Bellvitge is gelegen in de wijk L'Hospitalet de Llobregat en Zone 1. Het station werd geopend in het jaar 1989. Er is een verbinding met het treinstation van de Cercanías Barcelona.
Hospital de Bellvitge · Bellvitge · Av. Carrilet · Rambla Just Oliveras · Can Serra · Florida · Torrassa · Santa Eulàlia · Mercat Nou · Plaça de Sants · Hostafrancs · Espanya · Rocafort · Urgell · Universitat · Catalunya · Urquinaona · Arc de Triomf · Marina · Glòries · Clot · Navas · La Sagrera · Fabra i Puig · Sant Andreu · Torras i Bages · Trinitat Vella · Baró de Viver · Santa Coloma · Fondo